# Zvučna knjiga
Zvučna knjiga jest zvučni snimak napisane riječi namijenjen slijepim i slabovidnim osobama, ali i osobama s disleksijom i drugim poremećajima čitanja i sricanja.
Prvi zvučni snimak govorene riječi načinio je Thomas Alva Edison 1877. godine, nakon izuma fonografa. Prvi fonografski zapis bio je zvučni snimak poznate dječje brojalice Mary Had a Little Lamb.

## Vanjske poveznice
- Zvučne knjige Hrvatska udruga za disleksiju